# Rosa omeiensis
Espèce
Classification phylogénétique
Rosa omeiensis est une espèce de plantes à fleurs de la famille des Rosaceae. C'est un rosier de la section des Pimpinellifoliæ, originaire du centre et du sud-ouest de la Chine dans les provinces de Gansu, Guizhou, Hubei, Qinghai, Shaanxi, Sichuan, Yunnan et dans les régions autonomes du Ningxia et du Tibet. On l'y trouve dans les zones montagneuses à des altitudes comprises entre  700 et 4 400 mètres.
Il en existe quatre formes :
- Rosa omeiensis f. omeiensis.
- Rosa omeiensis f. glandulosa T.T.Yü & T.C.Ku.
- Rosa omeiensis f. paucijuga T.T.Yü & T.C.Ku.
- Rosa omeiensis f. pteracantha Rehder & E.H.Wilson.

Ce taxon est parfois traité comme une sous-espèce de l'espèce voisine Rosa sericea.
Synonyme : Rosa sericea Lindl. subsp. omeiensis (Rolfe) A. V. Roberts.

## Description

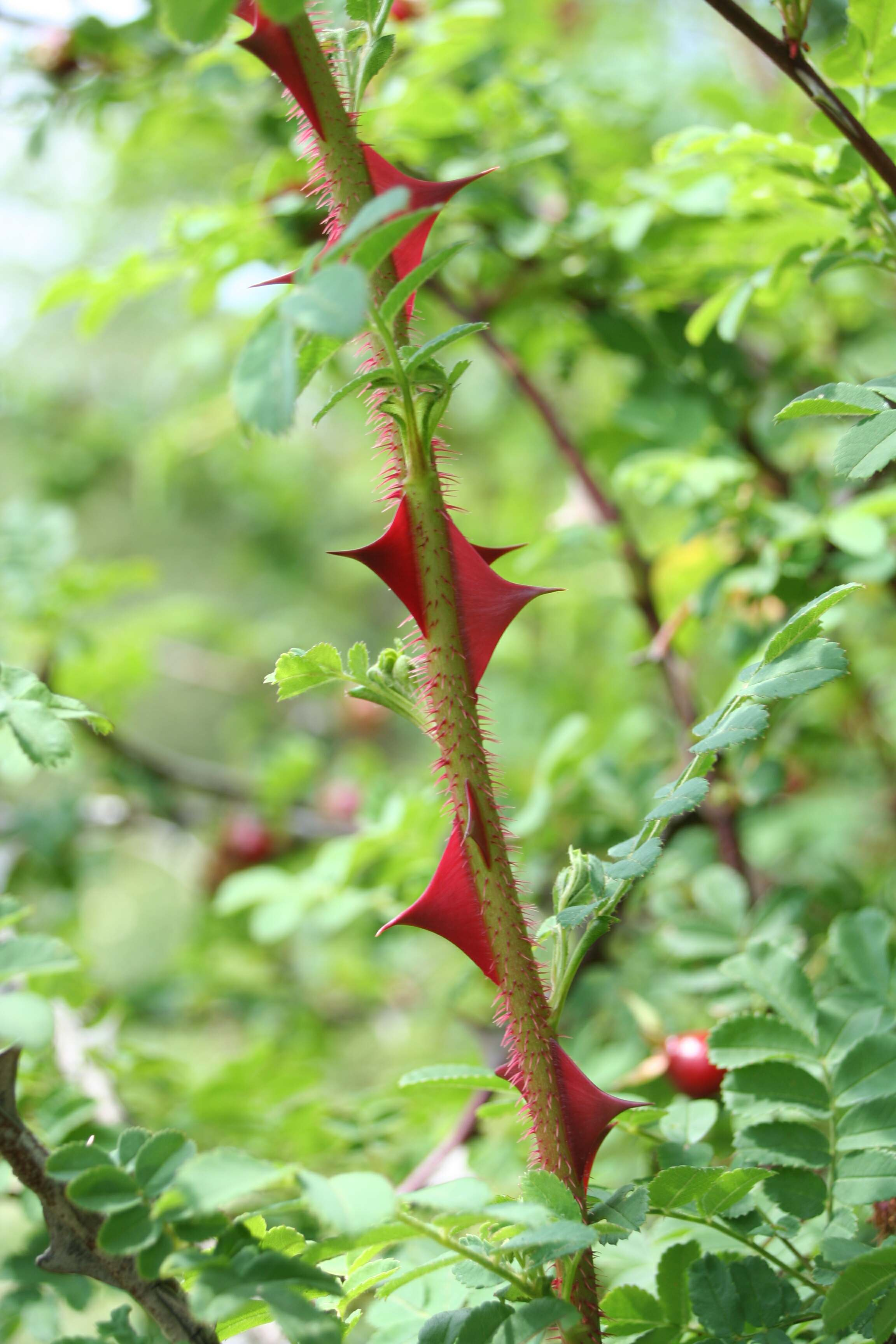
Aiguillons ailés de la forme pteracantha.

C'est un arbrisseau pouvant atteindre jusqu'à quatre mètres de haut, souvent très épineux.
Les feuilles caduques mesurent 3 à 6 cm de long et sont composées de 5 à 13 folioles au bord finement denté.
Les fleurs, blanches, simples, ont 2,5 à 3,5 cm de diamètre. Caractère exceptionnel chez les rosiers, ces fleurs ont, sauf rare exception, seulement quatre pétales.
Les fruits, jaune orange à rouge à maturité, de 8 à 15 mm de diamètre, sont surmontés de sépales persistants et sont souvent épineux.
Rosa omeiensis 'Chrisocarpa' se différencie par ses fruits jaunes
Il doit son nom au mont Omei où il a été trouvé.

## Culture et utilisation
La forme Rosa omeiensis f. pteracantha est cultivée comme plante ornementale pour ses jeunes grands aiguillons rouges brillants translucides.

## Notes

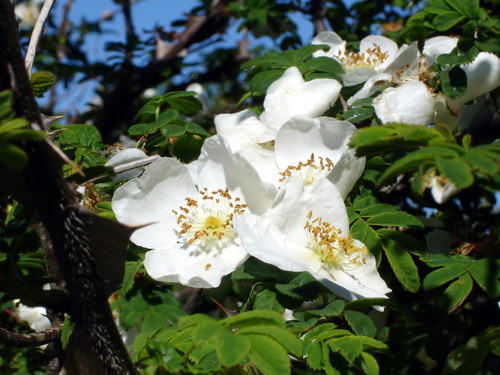
Rosa omeiensis f. pteracantha